# باشگاه فوتبال واردار
باشگاه فوتبال واردار (به مقدونی:ФК Вардар Cкoпje) باشگاه فوتبال در شهر اسکوپیه کشور مقدونیه است.
این باشگاه در سال ۱۹۴۷ میلادی تأسیس شده‌است.

## افتخارات

### لیگ
لیگ دسته اول فوتبال یوگسلاوی:
- قهرمان (۰): ۱۹۸۶–۸۷ (ابطال شد)

 لیگ دسته دوم فوتبال یوگسلاوی:
- قهرمان (۶): ۱۹۵۱، ۱۹۵۶، ۱۹۵۹–۶۰، ۱۹۶۲–۶۳، ۱۹۷۱، ۱۹۷۸–۷۹
- نایب قهرمان (۱): ۱۹۹۰–۹۱

 لیگ دسته اول فوتبال مقدونیه:
- قهرمان (۷): ۱۹۹۳، ۱۹۹۴، ۱۹۹۵، ۲۰۰۲، ۲۰۰۳، ۲۰۱۲، ۲۰۱۳
- نایب قهرمان (۲): ۲۰۰۱، ۲۰۰۵

 لیگ دسته اول فوتبال مقدونیه:
- قهرمان (۲): ۱۹۴۷٬۱۹۵۶

### جام حذفی
جام حذفی فوتبال یوگسلاوی:
- قهرمان (۱): ۱۹۶۱

 جام حذفی فوتبال مقدونیه:
- قهرمان (۵): ۱۹۹۳، ۱۹۹۵، ۱۹۹۸، ۱۹۹۹ ٬۲۰۰۷
- نایب قهرمان (۱): ۱۹۹۶

 سوپر جام فوتبال مقدونیه:
- قهرمان (۱): ۲۰۱۳

 جام حذفی فوتبال مقدونیه:
- قهرمان (۱۲): ۱۹۵۵ ٬۱۹۶۵ ٬۱۹۶۶ ٬۱۹۶۷ ٬۱۹۶۸ ٬۱۹۶۹ ٬۱۹۷۰ ٬۱۹۷۱ ٬۱۹۷۲ ٬۱۹۷۹ ٬۱۹۸۰ ٬۱۹۹۲